# Grijze honingzuiger
De grijze honingzuiger (Cyanomitra veroxii; synoniem: Nectarinia veroxii) is een zangvogel uit de familie Nectariniidae (honingzuigers).

## Verspreiding en leefgebied
Deze soort telt 3 ondersoorten:
- C. v. fischeri: van oostelijk Somalië tot noordoostelijk Zuid-Afrika.
- C. v. zanzibarica: Zanzibar (nabij oostelijk Tanzania).
- C. v. veroxii: oostelijk en zuidelijk Zuid-Afrika.